# 林耕仁
林耕仁（1960年11月30日—），中華民國政治人物，外號「新竹仁」、「香山阿伯」、「大仁哥」，中國國民黨籍，曾任新竹市議會議員、國民黨黨團書記長。2022年獲國民黨提名為新竹市市長選舉候選人，最終並未當選。

## 政治經歷
根據新竹市議會 （页面存档备份，存于）網站，林耕仁提出「為香山鄉親發聲」、「積極爭取香山成為新竹市未來新都心」、「努力爭取香山人人有就業機會」、「努力積極爭取南香山都市計劃（公園休閒）」等政見。疫情期間，耕仁號召市議會其他議員主動向第一線同仁捐贈物資，感謝防疫人員。

### 2022年參選新竹市市長
2022年6月22日，林耕仁獲國民黨正式提名參選新竹市市長。9月21日，林耕仁競選總部成立。其競選市長的理念為「舒適減壓、永續新竹」，搭配「安心新竹、便利新竹、質感新竹、教育新竹、未來新竹」等5方向，但最後未能勝選。

### 告發高虹安詐騙助理費
林耕仁在2022年10月31日召開記者會，與多位國民黨籍新竹市議員公開告發競選對手民眾黨籍高虹安貪腐，包括聘用男友擔任立院公費助理，科智股票涉嫌內線交易及有利益衝突等問題，林耕仁直指高虹安用人不當與謊話連篇，不是市長的適任候選人。林耕仁其後又指控高虹安詐領助理費、要求助理上繳加班，對立院辦公室助理的公款資助有「低薪高報」，並由被民眾黨撤銷黨籍和竹北市長提名的前竹北市黨部執行長林冠年向調查局北部地區機動工作站提交資料舉報高虹安詐領助理費，該案被發到台北地檢署分案偵辦。2024年7月26日，高虹安被台北地方法院依貪污治罪條例判處7年4月徒刑，褫奪公權4年，及後被內政部停職新竹市市長及停止發薪，林耕仁於同日在臉書稱「天道輪迴、舉頭三尺、尊重司法、嚴謹判決」。

## 爭議事件

### 千桌萬人宴
2015年12月26日晚間，國民黨新竹市議會黨團在東大路樹林頭夜市廣場席開1035桌，以歲末感恩名義宴請近萬民眾，因正值總統、立委大選期間，遭指控有賄選嫌疑，檢調偵辦依違反選罷法起訴主辦人市議員林耕仁及其秘書吳俊宏。經新竹地院審理，法官賴淑敏宣判林耕仁和吳兩人均無罪，其理由之一是採信赴宴民眾的證詞：「菜色很爛」、「僅吃一餐應該不至於會影響投票意願」。

### 大新竹生活圈爭議
2022年8月9日，林耕仁在社群媒體中出「大新竹生活圈」作為其參選新竹市長政見，並表示自己與楊文科承諾當選後將推動輕軌建設、公車系統及公路建設，並強化河川保育等環境資源，共推永續政策；但遭競爭對手沈慧虹批判，林耕仁在2017年任新竹市議員時期批評新竹輕軌，甚至杯葛大新竹合併升格修法，指林耕仁沒有中心思想。
針對輕軌建設前後不一的言論，林耕仁指出2017年前市長林智堅提出總共3百億的輕軌計畫，其中中央負擔120億元、地方自籌達180億，如此重大建設，市府沒有提出完整的可行性評估，包括人口變化、預估運量、自償比率等等，如此草率的規劃「簡直視輕軌如兒戲」，前新竹市長林智堅、前新竹副市長沈慧虹，更是把輕軌視為解決新竹交通的唯一解方，完全是錯誤政策比貪污更可怕，當時國民黨議會黨團都不能接受。同時林耕仁表示，輕軌與改善公車系統同時並進，先行培養搭乘大眾運輸的模式，才是符合城市需求的大眾運輸計畫。

### 碩士論文涉及抄襲爭議

#### 國立交通大學畢業論文抄襲、碩士學位撤銷
2022年9月5日，林耕仁代表國民黨參選新竹市市長時，被民進黨團踢爆他在2010年發表的國立交通大學論文「新竹市現況分析及未來發展建議 - 以治安、交通及觀光為例」涉及抄襲，民進黨團指控林耕仁利用議員身份申請不公開的政府資料，大量抄襲政府報告、資料引用魚目混珠、官方統計資料剪剪貼貼，剪貼10份政府報告，抄襲比高達6成。
對此林耕仁回應，他的論文也許寫得不好，但面對潑髒水不屈服，並說明自己的論文引用資訊皆是公開資料且有註明出處，符合學術規範，林並主動將論文送交國立陽明交通大學調查。同年12月28日，確定被撤銷學位，理由是抄襲與未適當引註。

#### 中華大學論文未抄襲 保留學位
9月7日，網路紅人音地大帝再爆料，林耕仁在中華大學論文的謝詞也存在抄襲的疑慮。在感謝其妻子與家人的部分幾乎語句相同僅置換人名。林耕仁表示，自己的論文經過比對符合中華大學現在的標準，論文的原創性絕對經得起考驗。10月21日，中華大學公布林耕仁碩論調查結果，經比對符合現有規範。經審議委員會決議，認定論文抄襲行為不成立，保留碩士學位，但在學術寫作瑕疵部份，將敦促日後應以更嚴謹審慎態度從事論文寫作。

## 選舉紀錄
| 年度 | 選舉屆數               | 選舉區           | 所屬政黨   | 得票數 | 得票率 | 當選標記 | 備註 |
| ---- | ---------------------- | ---------------- | ---------- | ------ | ------ | -------- | ---- |
| 1998 | 第五屆新竹市議員選舉   | 新竹市第五選舉區 | 中國國民黨 | 2,953  | 12.06% |          |      |
| 2002 | 第六屆新竹市議員選舉   | 新竹市第五選舉區 | 中國國民黨 | 3,912  | 16.52% |          |      |
| 2005 | 第七屆新竹市議員選舉   | 新竹市第五選舉區 | 中國國民黨 | 5,422  | 18.88% |          |      |
| 2009 | 第八屆新竹市議員選舉   | 新竹市第五選舉區 | 中國國民黨 | 4,417  | 14.09% |          |      |
| 2014 | 第九屆新竹市議員選舉   | 新竹市第五選舉區 | 中國國民黨 | 4,813  | 12.93% |          |      |
| 2018 | 第十屆新竹市議員選舉   | 新竹市第五選舉區 | 中國國民黨 | 4,714  | 11.51% |          |      |
| 2022 | 第十一屆新竹市市長選舉 | 新竹市           | 中國國民黨 | 39,391 | 18.07% |          |      |

## 外部連結
- 新竹市議會 （页面存档备份，存于）
- 林耕仁的Facebook專頁
- YouTube上的林耕仁頻道